# آرتور اریکسون
آرتور اریکسون (Arthur Erickson) زاده شهر ونکوور (۱۹۲۴–۲۰۰۹) معمار، استاد، و طراح شهری کانادایی بود.
از آثار او به تالار شهرداری فرزنو در کالیفرنیا می‌توان اشاره کرد.
او دریافت‌کننده مدال طلای مؤسسه معماران آمریکا در سال ۱۹۸۶ بود.

## نگارخانه

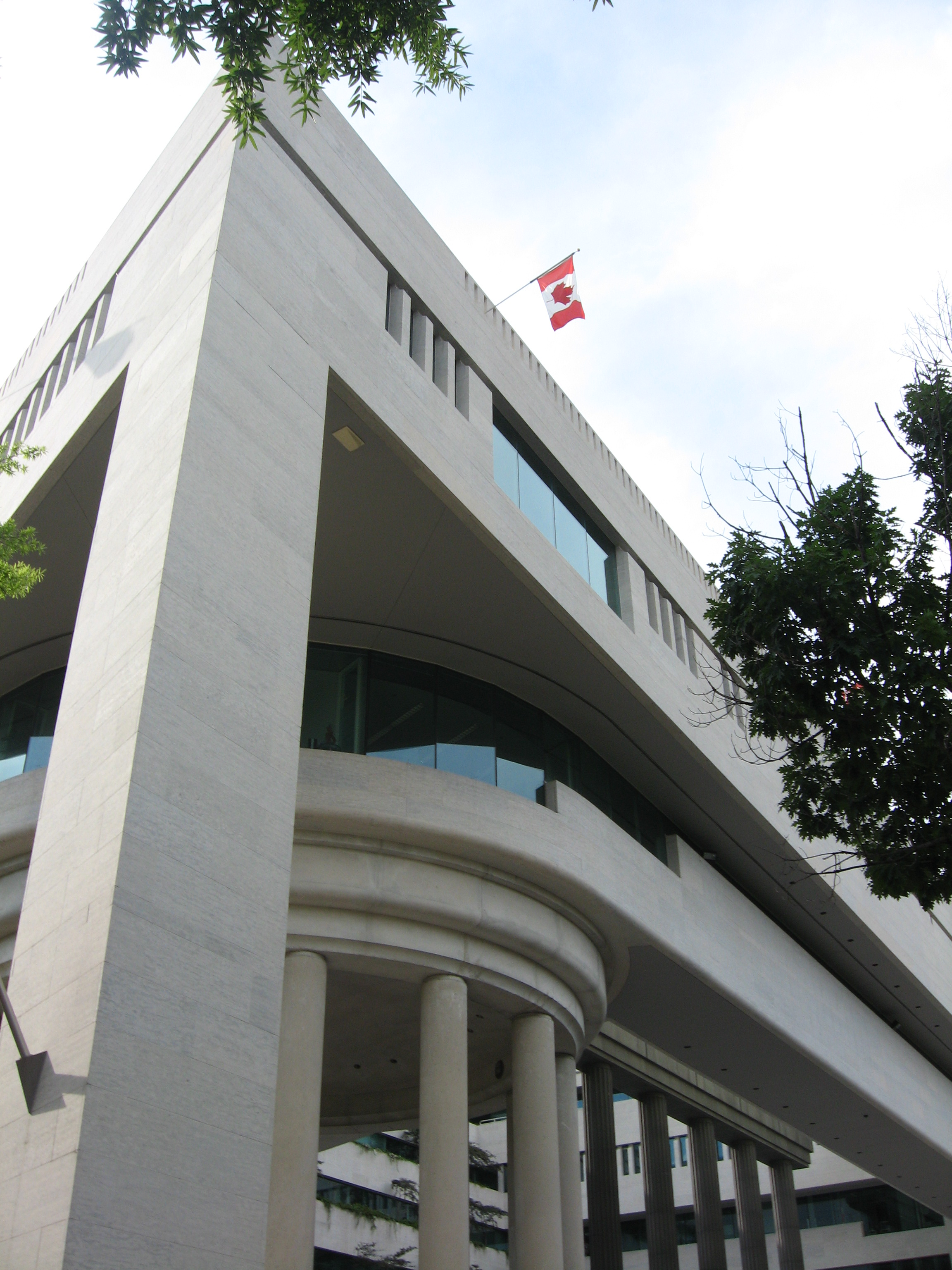
سفارت کانادا در واشنگتن دی سی
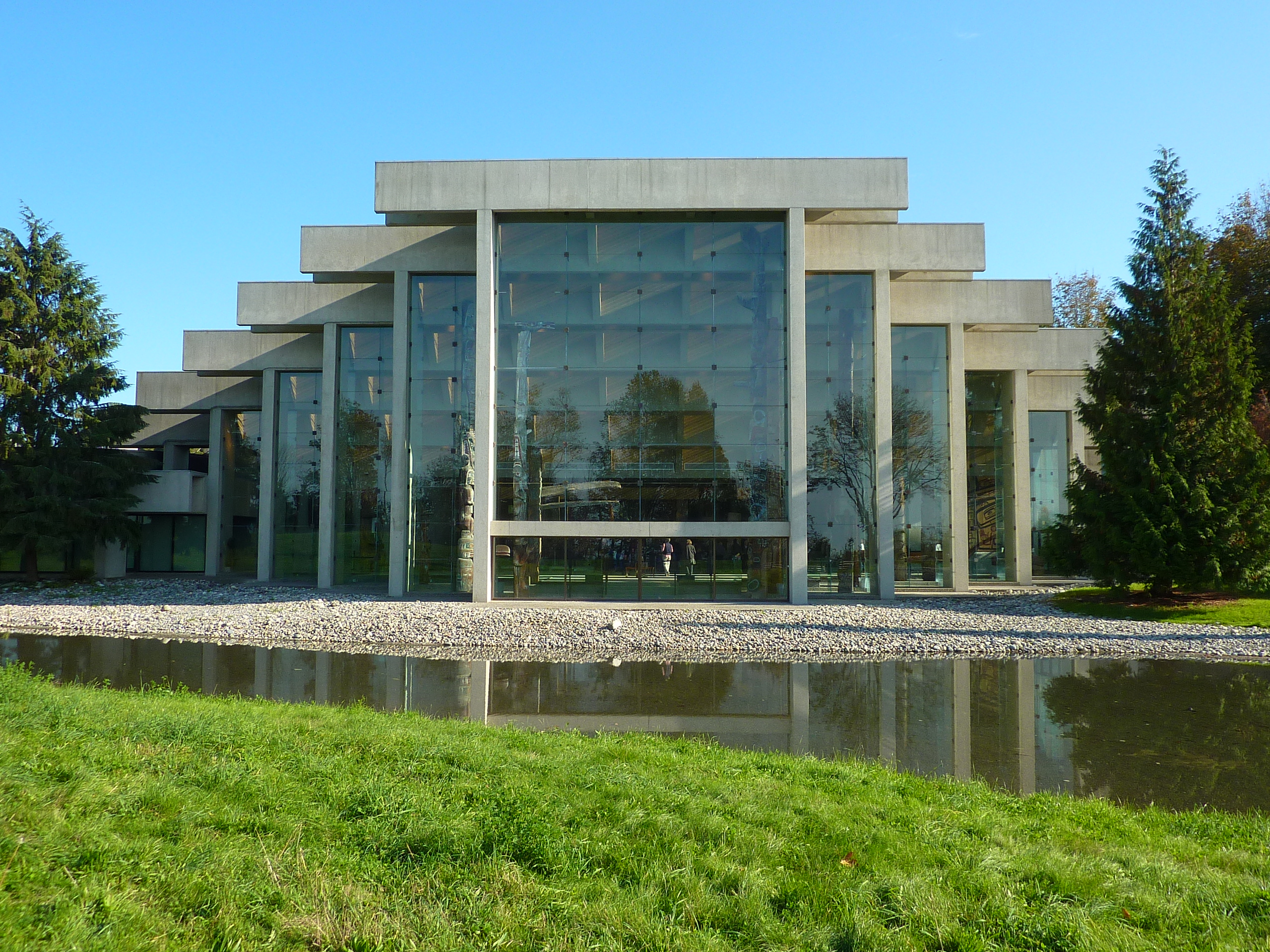
موزه مردم‌شناسی در ونکوور
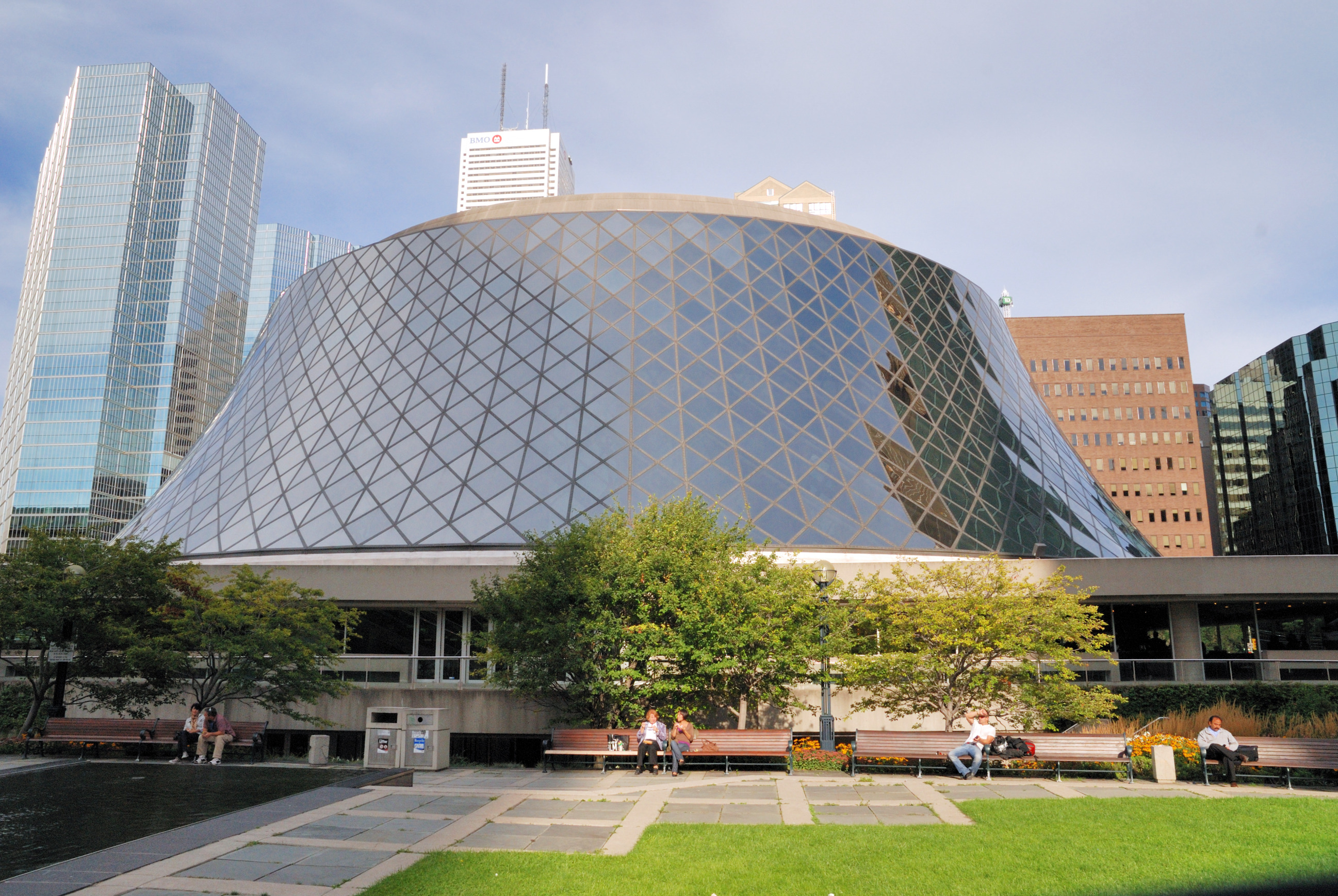
تالار روی تامسون در تورنتو
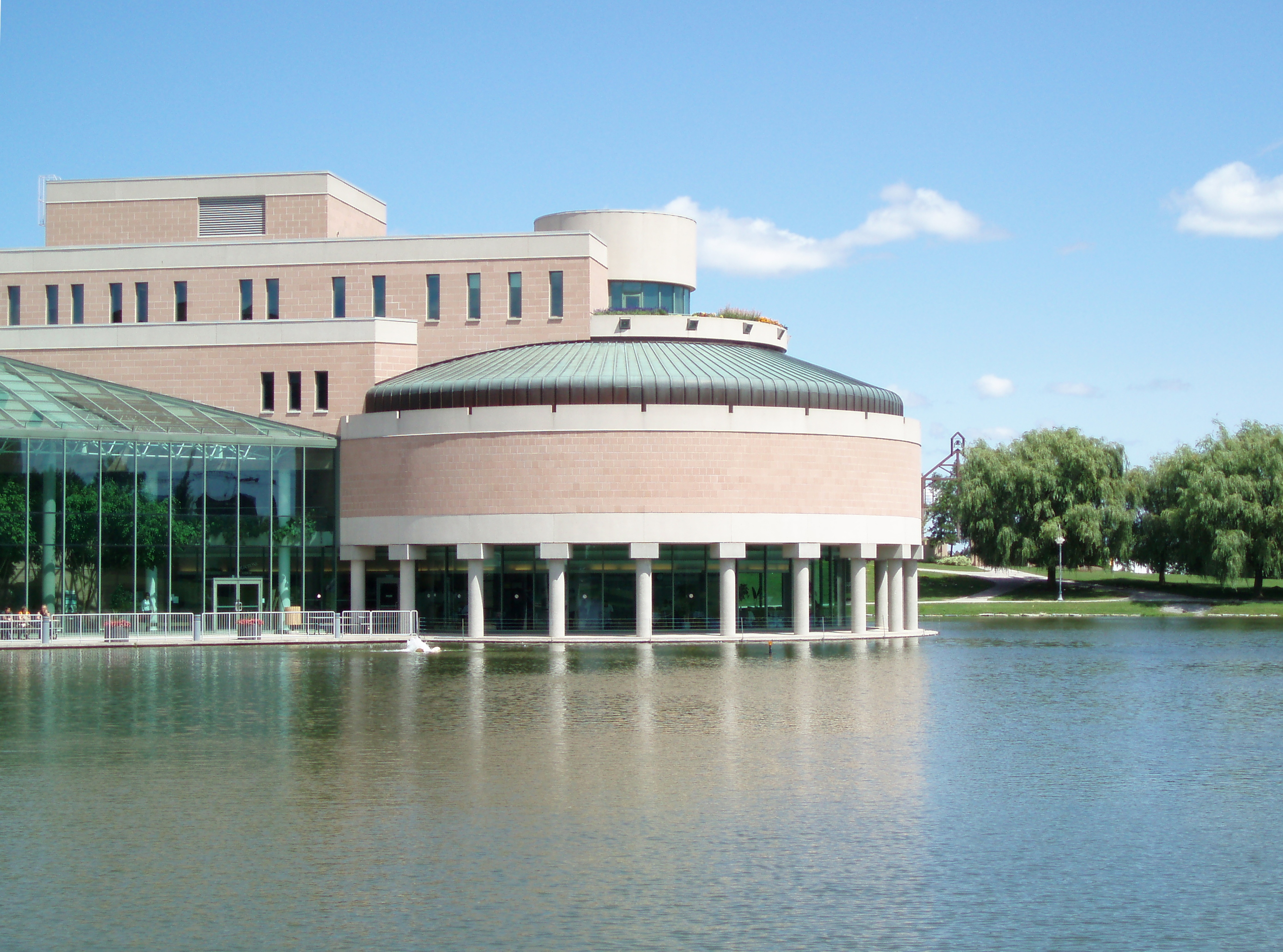
مرکز شهری مارکهام